# Canton du Plessis-Robinson
Le canton du Plessis-Robinson est une ancienne division administrative française située dans le département des Hauts-de-Seine et la région Île-de-France.

## Administration
| Période | Période          | Identité         | Étiquette    | Qualité                                                                    |
| ------- | ---------------- | ---------------- | ------------ | -------------------------------------------------------------------------- |
| 1967    | 1992             | Robert Gelly     | PCF          | Ajusteur Maire du Plessis-Robinson (1972-1989)                             |
| 1992    | 2003 (démission) | Philippe Pemezec | RPR puis RPF | Chef d'entreprise Maire du Plessis-Robinson depuis 1989 Député (2002-2007) |
| 2003    | 2008 (démission) | Jacques Perrin   | UMP          | Agent commercial Premier adjoint au Maire du Plessis-Robinson              |
| 2008    | 2015             | Philippe Pemezec | UMP          | Maire du Plessis-Robinson                                                  |

## Composition
Le canton du Plessis-Robinson recouvrait la commune du Plessis-Robinson, ainsi que le sud de la commune de Clamart. Le nord de Clamart est inclus dans le canton de Clamart.
| Communes                 | Population (2012) | Code postal | Code Insee |
| ------------------------ | ----------------- | ----------- | ---------- |
| Clamart, commune entière | 51 407            | 92 140      | 92 023     |
| Le Plessis-Robinson      | 24 675            | 92 350      | 92 060     |

## Démographie
| 1968   | 1975   | 1982   | 1990   | 1999   | 2006   | 2011   | 2012   |
| ------ | ------ | ------ | ------ | ------ | ------ | ------ | ------ |
| 22 557 | 22 197 | 21 239 | 40 774 | 40 201 | 42 282 | 47 895 | 48 195 |